# Толерантная доза
Толерантная доза — доза фракционированного облучения (осуществляемого в виде серии обычно кратковременных экспозиций) определенного органа (ткани) или его части, получаемая ими в процессе лучевой терапии злокачественных новообразований, при которой тяжёлые, но купируемые (излечиваемые) лучевые осложнения возникают не более чем у 5 или 10 % больных. 
Последние величины условны, так что в разных лечебных учреждениях в качестве «толерантных» могут рассматриваться несколько разные дозы.
Понятие толерантных доз в онкорадиологии предполагает ограничение дозы излучения на опухоль , определяемое вероятностью неоправданного лучевого поражения нормальных тканей.
За прошедшие 20 лет расширились представления об уровне толерантности различных тканей, то есть величины номинальной стандартной дозы (НСД) и о зависимости конечного эффекта от режима фракционирования.